# Åkallan
Åkallan eller invokation innebär anropande av någon frånvarande person, gudom eller dylikt. Termen härstammar från latinets invocare "att kalla på, åkalla".
Invokationer härrör från religionen, och är ett element i en bön. Invokationen kan bestå i att uttala den åkallades namn, som i den katolska litanian Litaniae Lauretanae, där jungfru Maria åkallas (med "Sancta Maria", "Sancta Dei Genetrix", "Sancta Virgo virginum", etc.). I protestantiska böner åkallas endast Gud, vilket är särskiljande för dessa samfund; katolska böner åkallar helgon med invokationer.
Strindberg skrev en Invokation till ”Sömngångarnätter”. 

## Exempel på invokationer

### Iliaden
En välkänd litterär invokation är inledningen till Iliaden: "Sjung, o gudinna, om vreden som brann hos Peliden Akilles". Denna litterära form har imiterats i senare skönlitteratur, och är inte ovanlig i lyrik. 

### Akademiska verk
M.G.H., Med Guds Hjälp, förekommer på titelbladet till svenskspråkiga akademiska skrifter i olika ämnen från 1700-talet. Dess latinska betydelse, Deo favente, var även Karl XII:s valspråk från 1707.